# Witold Szpingier
Witold Antoni Szpingier (ur. 3 listopada 1903 w Poznaniu, zm. 1 grudnia 1960 tamże) – polski śpiewak operowy, bas.

## Rodzina
Był synem poznańskiego kupca Bronisława (1865-1904) oraz Stanisławy z Bieczyńskich (1873-1924) oraz bratem Zygmunta (1901-1960) – scenografa i malarza. Księgarz i działacz komunistyczny Stefan Szpinger (1893-1976) był jego dość odległym kuzynem.

## Kariera muzyczna
Swoją edukację zaczynał w poznańskiej szkole dramatycznej. Ukończył ją w 1923. Później uczył się śpiewu w tamtejszym konserwatorium. Później odbywał studia wokalne poza granicami Polski - w Paryżu i Mediolanie. Po powrocie, w 1928 zadebiutował w Teatrze Wielkim w Poznaniu. Jego pierwszym występem była partia Ramfisa w Aidzie.
Na stałe został tam zaangażowany dopiero około 1930 i pracował w nim do 1934. Później, do 1936 występował w Teatrze Wielkim w Warszawie. Później, od 1936 do 1939, ponownie był artystą Teatru Wielkiego w stolicy Wielkopolski. Pracował tam również w okresie okupacji niemieckiej. Zatrudniony był wówczas jako woźny. Brał również udział w tajnych koncertach. W tym czasie przechowywał również zdjęcia zdobyte przez Heliodora Machallę, przedstawiające wysiedlenia ludności polskiej z ziem wcielonych do Generalnego Gubernatorstwa (głównie z Wielkopolski) dokonywane przez Niemców. Po zakończeniu II wojny światowej ponownie wszedł w skład zespołu artystycznego poznańskiej opery i był jego członkiem do swojej śmierci w 1960. Pochowany na cmentarzu Jeżyckim w Poznaniu.

### Repertuar
Na jego repertuar składało się ponad 60 partii basowych w operach i operetkach. Wśród jego głównych ról wymieniane są partie charakterystyczno-komiczne, takie jak: Bartolo (Cyrulik sewilski), Podczaszyc (Hrabina), Lunardo (Czterech gburów), Springer (Sprzedana narzeczona), Bartłomiej (Verbum nobile). Znany był również z partii tytułowych w operetce Hrabia Luksemburg oraz Kolomana Żupana w Baronie cygańskim).